# Quyền LGBT ở Gibraltar
Quyền đồng tính nữ, đồng tính nam, song tính và chuyển giới (tiếng Anh: lesbian, gay, bisexual and transgender) đã phát triển đáng kể trong những thập kỷ qua tại Lãnh thổ hải ngoại của Anh của Gibraltar. Hoạt động tình dục đồng giới đã được hợp pháp từ năm 1993 và độ tuổi đồng ý đã được cân bằng 16 vào năm 2012. Tòa án tối cao Gibraltar phán quyết vào tháng 4 năm 2013 rằng các cặp đồng giới có quyền nhận con nuôi. Quan hệ đối tác dân sự đã có sẵn cho cả các cặp đồng giới và khác giới kể từ tháng 3 năm 2014. Vào tháng 10 năm 2016, Gibraltar đã bỏ phiếu để hợp pháp hóa hôn nhân đồng giới. Dự luật sửa đổi hôn nhân dân sự năm 2016 đã được nhất trí thông qua trong Nghị viện. Luật đã nhận được sự đồng ý của hoàng gia vào ngày 1 tháng 11 và có hiệu lực vào ngày 15 tháng 12 năm 2016.

## Bảng tóm tắt
| Hoạt động tình dục đồng giới hợp pháp                                                                                       | (Từ năm 1993)                               |
| Độ tuổi đồng ý | (Từ năm 2012)                               |
| Luật chống phân biệt đối xử trong việc làm                                                                                  | (Từ năm 2005)                               |
| Luật chống phân biệt đối xử trong việc cung cấp hàng hóa và dịch vụ                                                         | (Được xem xét)                              |
| Luật chống phân biệt đối xử trong tất cả các lĩnh vực khác (bao gồm phân biệt đối xử gián tiếp, ngôn từ kích động thù địch) | (Từ năm 2013)                               |
| Hôn nhân đồng giới | (Từ năm 2016)                               |
| Công nhận các cặp đồng giới (quan hệ đối tác dân sự)                                                                        | (Từ năm 2014)                               |
| Con nuôi của các cặp vợ chồng đồng giới                                                                                     | (Từ năm 2014)                               |
| Con nuôi chung của các cặp đồng giới                                                                                        | (Từ năm 2014)                               |
| Người LGBT được phép phục vụ trong quân đội                                                                                 | (Trách nhiệm của Lực lượng vũ trang Anh)    |
| Quyền thay đổi giới tính hợp pháp                                                                                           | (Được xem xét)                              |
| Truy cập IVF cho các cặp đồng tính nữ                                                                                       | (Từ năm 2017)                               |
| Mang thai hộ cho các cặp đồng tính nam                                                                                      | (Cấm cho các cặp vợ chồng dị tính cũng vậy) |
| NQHN được phép hiến máu |                                             |